# El Cubo de Tierra del Vino
El Cubo de Tierra del Vino es un municipio y villa española de la provincia de Zamora, en la comunidad autónoma de Castilla y León.
El Cubo es la primera localidad zamorana que los peregrinos alcanzan en el Camino de Santiago de la Plata desde la provincia de Salamanca. Se accede a su término tras rebasar la linde con Calzada de Valdunciel, a través de un pequeño bosque de encinas, jaras y retamas. Desde El Cubo, los peregrinos siguen su camino en dirección a Zamora por la antigua vía romana que se sitúa a la izquierda de la carretera nacional y que se dirige hacia Villanueva de Campeán.
El apellido de este pueblo pone de manifiesto la pertenencia de El Cubo a una comarca que en el pasado fue generosa en viñedos hasta que una plaga de filoxera diezmó este cultivo en el siglo XIX. Su histórica tradición vitivinícola se certifica en la actualidad con una reducida presencia de viñas y con una multitud de bodegas tradicionales excavadas bajo tierra.
De su casco urbano destaca la iglesia parroquial de Santo Domingo Guzmán, reconstruida en los años cuarenta del siglo XX y de cuya fábrica originaria solo se conservó la espadaña. Frente a la iglesia existe, desde el 2005, un crucero que replica el de Santiago Peregrino de la iglesia de Santa Marta de Tera.

## Toponimia
El nombre de El Cubo se cree que podría proceder de la existencia en otros tiempos de una torre o cubo cuyo objetivo podría ser la defensa de esa zona estratégica por ser una vía de paso.

## Geografía
Integrado en la comarca de la Tierra del Vino, se sitúa a 32 kilómetros de la capital zamorana. El término municipal está atravesado por la Autovía Ruta de la Plata (A-66) y por la carretera nacional N-630, entre los pK 306 y 309, además de por las carreteras provinciales ZA-302, que conecta con Mayalde, ZA-602, que se dirige hacia Villamor de los Escuderos, y ZA-611, que conecta con Cuelgamures.  El relieve es predominantemente llano, cruzado por el arroyo de San Cristóbal y algunos barrancos, además de contar con algunos cerros aislados como Teso de la Cabeza (877 metros). Cuenta además con la existencia del monte denominado Majada Gorda, actualmente catalogado como de utilidad pública y destinado al aprovechamiento para pastos de ganado y coto de caza. La altitud oscila entre los 880 metros al noroeste y los 825 metros a orillas del arroyo de San Cristóbal. El pueblo se alza a 845 metros sobre el nivel del mar. 
| Noroeste: Corrales del Vino     | Norte: Corrales del Vino | Nordeste: Corrales del Vino |
| Oeste: Mayalde                  |                          | Este: El Maderal            |
| Suroeste: Valdelosa (Salamanca) | Sur: Topas (Salamanca)   | Sureste: Topas (Salamanca)  |

## Historia
Pudo haber sido la Sabaria que citan las antiguas crónicas romanas. En época romana fue una de las localidades situadas en la Vía de la Plata.
La localidad aparece recogida como un despoblado en el siglo XII, debiéndose su refundación al rey Alfonso VII de León, que lo hizo depender entonces del monasterio de Valparaíso.
Con la creación de las actuales provincias en 1833, El Cubo de Tierra del Vino quedó encuadrado en la de Zamora, dentro de la Región Leonesa, la cual, como todas las regiones españolas de la época, carecía de competencias administrativas.

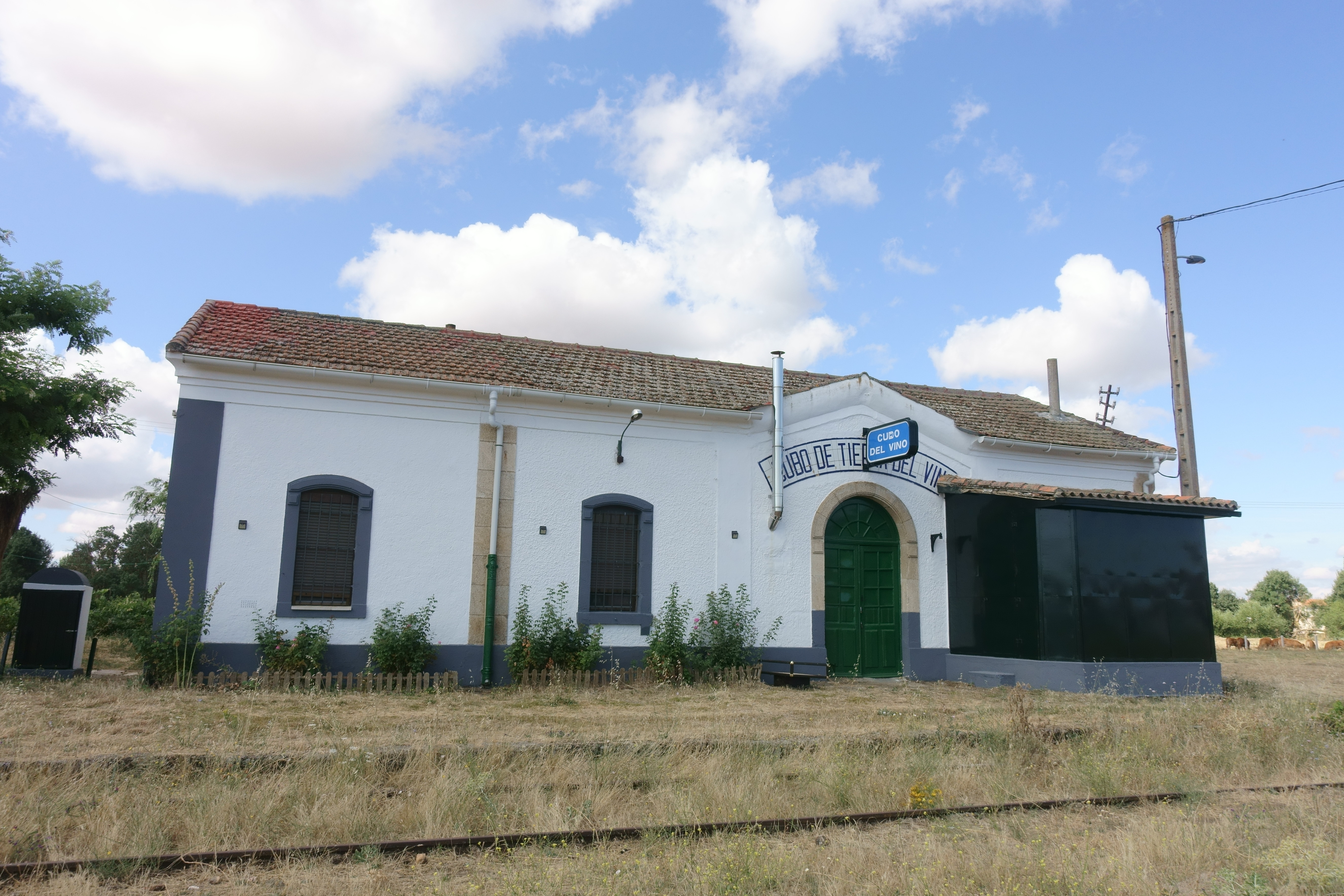
Antigua estación de ferrocarril de la línea Plasencia-Astorga

Como su nombre indica, la historia de El Cubo está íntimamente unida a la vid y al vino. Sin embargo, fue una plaga de filoxera la que en el siglo XIX hizo retroceder la vid, hasta entonces la principal fuente de riqueza de este municipio. Actualmente su cultivo va recuperando, aunque no ha llegado a su situación histórica.
Tras la constitución de 1978, El Cubo pasó a formar parte en 1983 de la comunidad autónoma de Castilla y León, en tanto municipio perteneciente a la provincia de Zamora.

## Geografía humana

### Demografía
Cuenta con una población de 298 habitantes (INE 2024).
| Gráfica de evolución demográfica de El Cubo de Tierra del Vino entre 1842 y 2021 |
| |
| Población de derecho según los censos de población del INE Población de hecho según los censos de población del INEEn este censo se denominaba Cubo de Tierra del Vino: 1842 En este censo se denominaba El Cubo: 1857 En este censo se denominaba El Cubo del Vino: 1860 |

### Transportes
El municipio supone un importante eje de las comunicaciones en el sur de la provincia, siendo origen de varias carreteras y punto de paso de otras. Atraviesa el término municipal la autovía Ruta de la Plata que une Gijón con Sevilla y permite dirigirse tanto a Zamora y el norte peninsular como Salamanca y el sur del país, contando con una salida a la altura de la capital municipal. También la carretera N-630, de igual recorrido que la anterior atravesaba en este caso por el centro del pueblo, si bien se construyó una variante de la misma que lo bordea por el este. De esta carretera surgen en el entorno de la capital la ZA-302 que permite dirigirse a todo el suroeste de la provincia, hasta Bermillo de Sayago y enlazar con la CL-527 hasta Portugal y por otro lado la ZA-602 que comunica con el sureste de la provincia, hasta Olmo de la Guareña y la provincia de Valladolid, donde continúa convertida en la VA-602. Por último de esta mencionada carretera ZA-602 surge en las cercanías del pueblo y dentro del término municipal, la carretera ZA-611, que permite comunicar con Toro.
En contraste con la buena comunicación existente a través de las carreteras, contrasta la situación del transporte público, ya que actualmente no existen comunicaciones de autobús regulares ni tampoco servicios ferroviarios, tras el cierre de la ruta ferroviaria de la Vía de la Plata.
En cuanto al aeropuerto más cercano es el de Salamanca, a 60 km de distancia, estando el aeropuerto de Valladolid a 130 km.

## Símbolos
La comisión de gobierno de la Diputación de Zamora, en sesión ordinaria celebrada el 14 de abril de 1999, adoptó acuerdo por el que se aprueba el escudo heráldico y la bandera municipal con los que se pretende dotar al ayuntamiento de El Cubo del Vino, quedando blasonado de la siguiente forma:
- Escudo: de plata barra de gules, acompañada en racimo de uvas en sinople y en punta de iglesia de gules mazonada de sable. Al timbre Corona Real cerrada.
- Bandera: rectangular, de proporciones 2.3, formada por un paño blanco con franja diagonal roja del ángulo inferior del asta al superior del batiente, con tres círculos verdes en el cantón del asta y una cruz griega roja en el del batiente.

## Administración
| Periodo   | Nombre                             | Partido |
| --------- | ---------------------------------- | ------- |
| 2007-2011 | Juan Ramón García de Castro (2010) | PSOE    |
| 2011-2015 | Juan Ramón García de Castro        | PSOE    |
| 2015-2019 | Basilio Leal Lago                  | PP      |

### Evolución de la deuda viva
El concepto de deuda viva contempla solo las deudas con cajas y bancos relativas a créditos financieros, valores de renta fija y préstamos o créditos transferidos a terceros, excluyéndose, por tanto, la deuda comercial.
| Gráfica de evolución de la deuda viva del ayuntamiento entre 2008 y 2014                             |
| |
| Deuda viva del ayuntamiento en miles de Euros según datos del Ministerio de Hacienda y Ad. Públicas. |

La deuda viva municipal por habitante en 2014 ascendía a 191,37 €.

## Cultura

### Patrimonio

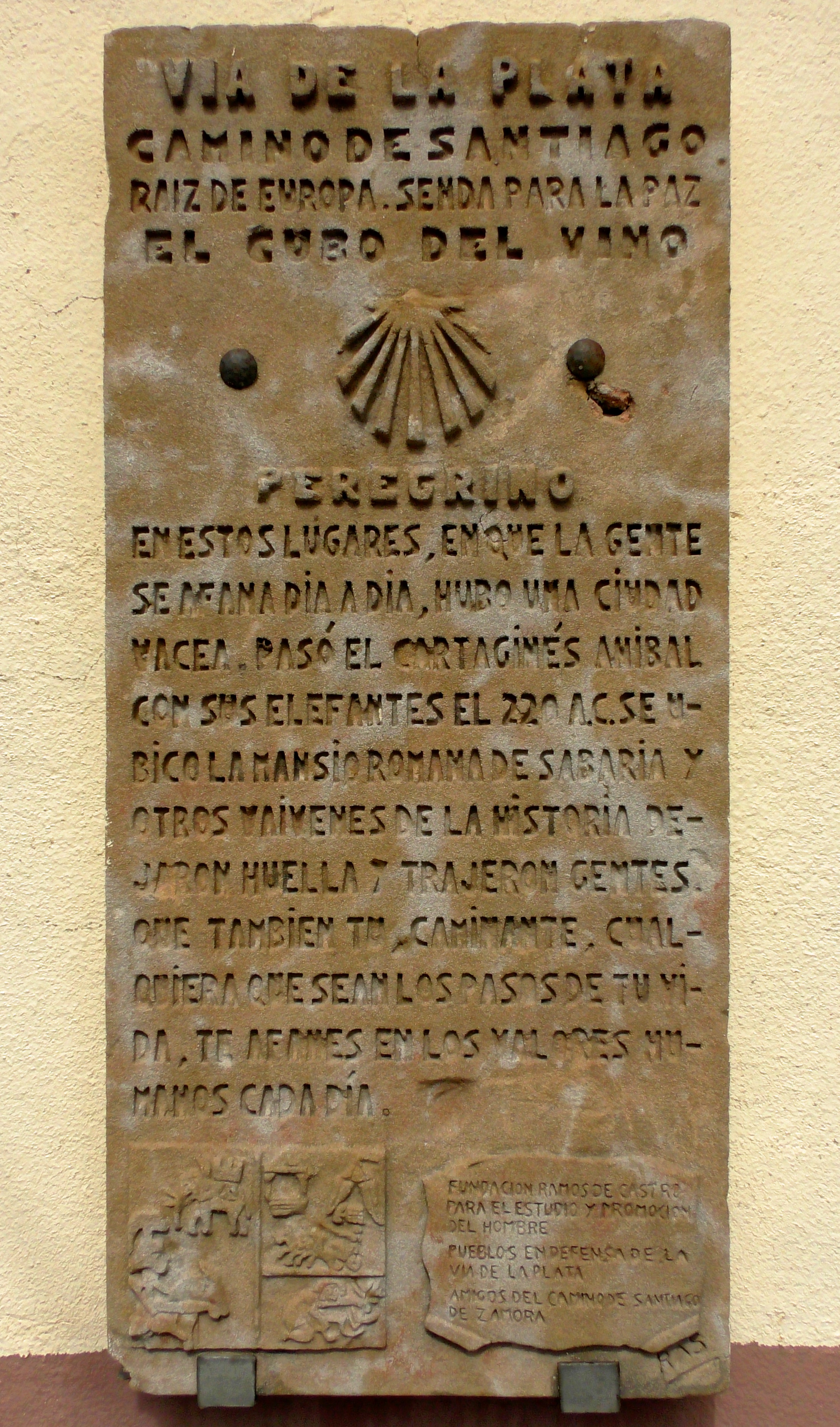
Panel dirigido a los peregrinos del Camino de Santiago en la pared de la iglesia

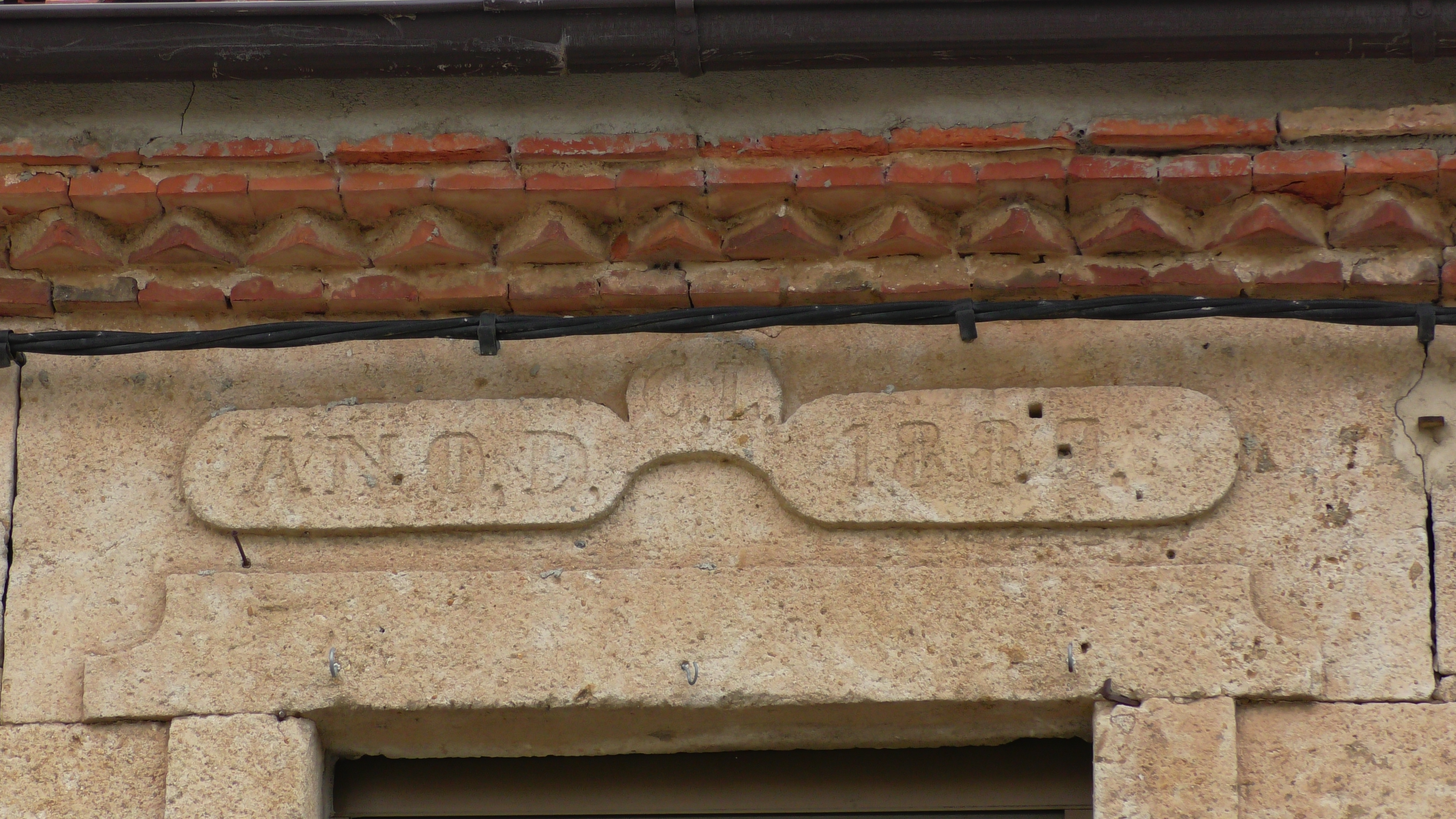
Dintel de vivienda construida en su momento histórico de mayor riqueza y expansión

La iglesia parroquial es bastante pequeña, y está dedicada a Santo Domingo de Guzmán. Frente a ella existe un crucero erigido por la Fundación Guadalupe Ramos de Castro en 2005.

### Tradiciones
El pueblo cuenta con tradiciones como el ofertorio, las águedas, la matanza tradicional del cerdo, la artesanía de forja, etc.